# 스타니슬라오 카니차로
스타니슬라오 카니차로(영어: Stanislao Cannizzaro, 이탈리아어: [staniˈzlaːo kannitˈtsaːro], 1826년 7월 13일~1910년 5월 10일)는 이탈리아의 화학자로 왕립학회 회원이었다. 그는 카니차로 반응과 1860년에 개최된 칼스루에 회의에서 원자량 심의에 영향력을 발휘한 것으로 유명하다.

## 같이 보기
- 카니차로 반응